# Edison (månekrater)
Edison er et nedslagskrater på Månen. Det befinder sig på Månens bagside lige bag den nord-nordøstlige rand. Det er et område, som lejlighedsvis bringes inden for synsvidde fra Jorden på grund af gunstig libration, men krateret ses da fra siden, så mange detaljer ikke kan observeres. Krateret er opkaldt efter den amerikanske opfinder Thomas A. Edison (1847 – 1931).
Navnet blev officielt tildelt af den Internationale Astronomiske Union (IAU) i 1961. 

## Omgivelser
Edisonkrateret er forbundet med den ydre rand af Lomonosovkrateret, øst for Joliotbassinet. Satellitkrateret "Edison T" er forbundet med både den vestlige rand af Edison og den østlige rand af Joliot. Syd for Edison ligger Dziewulskikrateret og stik øst er Artamonovkrateret beliggende.

## Karakteristika
Kraterets ydre rand er noget eroderet, da to små kratere ligger langs den sydlige rand, og Lomonosovs ydre vold trænger lidt ind i kraterbunden. Den østlige side er den mest intakte del af randen. Kraterbunden er forholdsvis jævn, særligt i den sydlige halvdel, og der er et småkrater nær den vestlige indre kratervæg. Bundens overflade udviser i øvrigt mørke pletter og striber med højere albedo, som hører til strålesystemet fra Giordano Bruno-krateret mod nord-nordvest. Kraterbunden har ikke så mørk en farvetone som bunden af Lomonosovkrateret.

## Satellitkratere
De kratere, som kaldes satellitter, er små kratere beliggende i eller nær hovedkrateret. Deres dannelse er sædvanligvis sket uafhængigt af dette, men de får samme navn som hovedkrateret med tilføjelse af et stort bogstav. På kort over Månen er det en konvention at identificere dem ved at placere dette bogstav på den side af satellitkraterets midte, som ligger nærmest hovedkrateret. Edisonkrateret har følgende satellitkratere:
| Edison | Længde  | Bredde  | Diameter |
| ------ | ------- | ------- | -------- |
| T      | 24,7° N | 97,1° Ø | 48 km    |

## Måneatlas
- Billeder af Edisonkrateret i LPI-måneatlasset